# Стандардна свећа
Стандардне свеће су астрономски објекти којима је позната луминозност. Познавање луминозности омогућава одређивање удаљености објекта од Земље. 
Помоћу стандардних свећа се често одређују удаљености у вангалактичкој астрономији и космологији.
Најчешће коришћене стандардне свеће су цефеиде за мања вангалактичка растојања и супернове типа Ia за велика вангалактичка и космолошка растојања.